# Scamandra daphne
Scamandra daphne är en insektsart som först beskrevs av Stsl 1863.  Scamandra daphne ingår i släktet Scamandra och familjen lyktstritar. Inga underarter finns listade i Catalogue of Life.